# 야마다촌 (나가노현)
야마다촌(山田村)은 나가노현 가미타카이군에 있던 촌이다. 현재의 다카야마촌에 해당한다.

## 역사
- 1889년 4월 1일 - 정촌제 시행에 의해 나카야마촌, 오쿠야마다촌의 구역을 확장해 성립하였다.
- 1956년 9월 30일 - 다카이촌과 합병해 다카야마촌이 성립하여, 동일 야마다촌은 폐지되었다.

## 참고문헌
- 角川日本地名大辞典 20 長野県